# Cigarrgalaxen
Cigarrgalaxen eller Messier 82 (M82) även känd som NGC 3034, är en svagt lysande galax som ligger i stjärnbilden Stora björnen (i Karlavagnen). I en fältkikare ser M82 ut som en blek stjärna. I ett teleskop blir den ett avlångt streck och man kan inte se någon speciell struktur. Galaxen har en osedvanligt hög produktionstakt av nya stjärnor och är därför klassad som en så kallad starburstgalax. Den har också varit klassad som en irreguljär galax men är senare omdefinierad som en spiralgalax.
Messier 82 upptäcktes den 31 december 1774 av den tyska astronomen Johann Elert Bode. Han beskrev den som en "nebulös fläck", med en "mycket blek och av långsträckt form". År 1779 återupptäckte Pierre Méchain självständigt båda objekten och rapporterade dem till Charles Messier, som lade till dem i sin katalog.
Messier 82 ingår i M81-gruppen, är ungefär fem gånger mer lysande än Vintergatan och har ett centrum som är hundra gånger ljusstarkare. Starburstaktiviteten tros ha utlösts av interaktion med granngalaxen Messier 81. Som den från jorden närmaste starburstgalaxen är M82 det prototypiska exemplet på denna galaxtyp. SN 2014J en supernova av typ Ia, upptäcktes i galaxen den 21 januari 2014. När M82 studerades år 2014, upptäckte forskare den ljusaste hittills kända pulsaren, kallad M82 X-2.

## Egenskaper
Messier 82 förmodades tidigare vara en oregelbunden galax. År 2005 upptäcktes emellertid två symmetriska spiralarmar i nära infraröda (NIR) bilder av M82. Armarna upptäcktes genom subtrahering av en axisymmetrisk exponentiell skiva från NIR-bilderna. Även om armarna upptäcktes i NIR-bilder är de blåare än skivan. Armarna hade missats på grund av skivytans höga ljusstyrka hos M82, siktlinje mot galaxen nästan från kanten (ca 80°  och störningar av ett komplext nätverk av glödande trådar av stoft i dess optiska avbildningar. Dessa armar kommer från ändarna av NIR-stången och kan följas under en längd av tre skivbredder. Förutsatt att den norra delen av M82 är närmare oss, som det mesta av litteraturen anger, ger den observerade rotationen en känsla släpande armar.

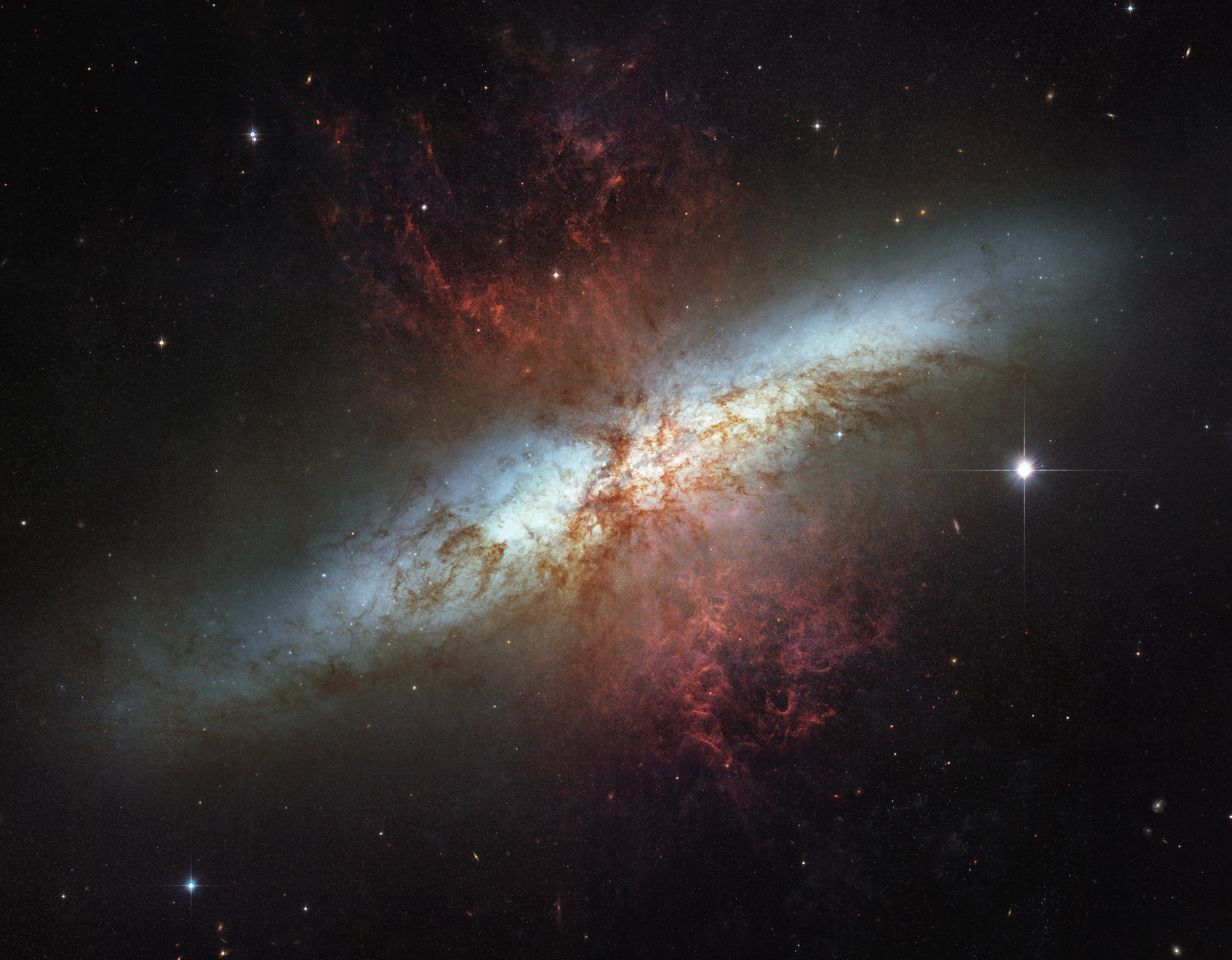
En mosaikbild tagen av Hubbleteleskopet av Messier 82, som kombinerar exponeringar tagna med fyra färgade filter som fångar stjärnljus från synliga och infraröda våglängder samt ljuset från de glödande vätefilamenten.
Kredit: NASA/ESA

### Starburstregionen
År 2005 registrerade Hubbleteleskopet 197 unga massiva stjärnhopar i starburstkärnan. Den genomsnittliga massan av dessa är omkring 200 000 solmassor, sedan starburstkärnan är en mycket energirik och tung miljö. Totalt föds i galaxens centrum unga stjärnor tio gånger snabbare än i hela Vintergatan.
I kärnan av Messier 82 utsträcker sig den aktiva starburstregionen över en diameter på 500 parsek. Fyra områden med hög ytljushet (klumpar) (A, C, D och E) kan upptäckas i denna region på synliga våglängder. Dessa klumpar motsvarar kända källor för röntgen-, infraröd- och radiovåglängder. Följaktligen tros de vara de minst skymda starburstområdena från vår utsiktspunkt. M82:s unika bipolära utflöde (eller "supervind") verkar vara koncentrerat till klumpar A och C och drivs av energi som frigörs av supernovor inom klumpar som uppstår med en frekvens av ungefär en vart tionde år.
Chandra-teleskopet upptäckte fluktuerande röntgenstrålning ca 600 ljusår från M82 centrum. Astronomer har antagit att detta kommer från det första kända mellanstora svarta hålet, på ungefär 200 till 5 000 solmassor. Messier 82 är, liksom de flesta galaxer, värd för ett supermassivt svart hål i dess centrum. Detta har en massa av ungefär 3 × 107 solmassor, baserat på uppmätt stjärndynamik.

### Okänt objekt
I april 2010 rapporterade radioastronomer som arbetade vid Jodrell Bank observatoriet vid University of Manchester i Storbritannien ett objekt i Messier 82 som hade börjat sända ut radiovågor, och vars emission inte såg ut som något tidigare påträffat någonstans i universum.
Det har funnits flera teorier om arten av detta objekt, men för närvarande (2021) passar ingen teori helt in på de observerade uppgifterna. Det har föreslagits att objektet kunde vara en ovanlig "mikrokvasar", med mycket hög radioluminositet men låg röntgenluminositet, och vara ganska stabil, analogt med den galaktisk mikrokvasar SS 433 med låg röntgenluminositeten. Alla kända mikrokvasarer producerar emellertid stora mängder av röntgenstrålning, men objektets röntgenflöde ligger under mättröskeln. Objektet är lokaliserat flera bågsekunder från centrum av M82 vilket gör det osannolikt att det är ett supermassivt svart hål. Den har en skenbar rörelse på fyra gånger ljusets hastighet i förhållande till galaxens centrum. Skenbar superluminal rörelse är en konsekvens av relativistiska jetstrålar ut ur massiva svarta hål och anger inte att källan i sig själv rör sig över ljushastigheten.

## Starbusts
Messier 82 påverkas fysiskt av dess större granne, spiralgalaxen M81. Tidvattenkrafter orsakade av gravitationen har deformerat M82, en process som startade för ca 100 miljoner år sedan. Denna interaktion har fått stjärnbildningen att tiodubblas jämfört med "normala" galaxer.
Messier 82 har genomgått minst ett tidvattenmöte med M81 vilket resulterat i att en stor mängd gas har förts in i galaxens kärna under de senaste 200 miljoner åren. Det senaste mötet tros ha inträffat för ca 2-5×108 år sedan och resulterade i en koncentrerad starburst tillsammans med en motsvarande markant topp i klusteråldersfördelningen. Denna starburst pågick i upp till ca 50 miljoner år i en takt av ca 10 solmassor per år. Två efterföljande starbursts kom och den senaste (ca 4-6 miljoner år sedan) kan ha bildat kärnhopar, både superstjärnehopar (SSCs) och deras lättare motsvarigheter.
Stjärnor i M82:s skiva verkar ha bildats i en explosion för 500 miljoner år sedan, vilket lämnade skivan full av hundratals hopar med egenskaper som liknar klotformiga stjärnhopar (men yngre), och slutade för 100 miljoner år sedan utan att någon stjärnbildning ägde rum i galaxen utanför den centrala starbursten och, på låga nivåer för en miljard år sedan i dess halo. Ett förslag till att förklara dessa aktiviteter är att M82 tidigare var en lågytljusgalax där stjärnbildning utlöstes på grund av interaktioner med dess jättegranne M81.